# Oskari Reinikainen
Oskar (Oskari) Brynolf Reinikainen, född 1 december 1885 i Parikkala, död 12 november 1969 i Helsingfors, var en finländsk läkare och politiker. 
Reinikainen blev medicine licentiat 1914, var privatpraktiserande läkare i Viborg 1914–1939 och generaldirektör i Medicinalstyrelsen 1939–1953. Han var ledamot av Finlands riksdag för socialdemokraterna 1919–1944 och biträdande socialminister 1938-1939. Han gjorde under krigsåren en viktig insats som ordförande i socialdemokratiska riksdagsgruppen, vars enighet trots svåra påfrestningar kunde bevaras. han tilldelades professors titel 1948.